# Феодор (Поздеевский)
Архиепи́скоп Фео́дор (в миру Александр Васильевич Поздеевский; 21 марта (2 апреля) 1876, село Макарьевское, Ветлужский уезд, Костромская губерния — 23 октября 1937, Иваново) — епископ Русской Православной Церкви, с 1909 года архиепископ Волоколамский, викарий Московской епархии.

## Детство и образование
Родился в семье протоиерея (всего в семье было девятеро детей). Окончил Макарьевское духовное училище, Костромскую духовную семинарию (1896), Казанскую духовную академию (1900) со степенью кандидата богословия. В 1900—1901 годах профессорский стипендиат по кафедре патрологии. В 1903 году получил степень магистра богословия за сочинение «Аскетические воззрения преподобного Иоанна Кассиана Римлянина (пресвитера Массилийского)» (удостоена Макарьевской премии).

## Монах и преподаватель
15 (28) июня 1900 года принял монашеский постриг с именем Феодор в честь великомученика Феодора Стратилата. Возведён в сан иеродиакона, с 24 июля (6 августа) 1900 года — иеромонах. С 17 (30) октября 1901 года — преподаватель основного, догматического и нравственного богословия в Калужской духовной семинарии.
С 3 (16) июля 1902 году — инспектор Казанской духовной семинарии.
С 4 (17) февраля 1904 году — ректор Тамбовской духовной семинарии в сане архимандрита. Активно боролся с революционным движением, основал и возглавил тамбовский отдел Союза русских людей.
2 (15) мая 1906 года на него было совершено неудачное покушение одним из семинаристов. Политическая деятельность архимандрита Феодора вызывала противоречивое отношение со стороны клира — часть священников его поддерживали, тогда как пастырский съезд епархии запретил проведение мероприятий Союза в Серафимовском училище, считая, что церковь должна быть вне политики.
С августа 1906 года — ректор Московской духовной семинарии, а с августа 1909 года — ректор Московской духовной академии (до 1917 года), профессор аскетики по кафедре пастырского богословия. Строгий монах-аскет, он проявил себя убеждённым консерватором, стал инициатором увольнения ряда либеральных преподавателей (в том числе И. М. Громогласова и Василия Виноградова). В своей кадровой политике оказывал явное предпочтение монашеской братии и священнослужителям. После Февральской революции был уволен с поста ректора по требованию либеральных педагогов и значительной части студенчества.

## Архиерей
14 (27) сентября 1909 года в московском храме Христа Спасителя был хиротонисан московским митрополитом Владимиром (Богоявленским) во епископа Волоколамского, четвёртого (с 1916 года — первый) викарий Московской епархии.
С 1 (14) мая 1917 года — настоятель Свято-Данилова монастыря в Москве. До середины 1919 года сохранял титул «епископа Волоколамского». В июле 1917 года председатель 2-го Всероссийского съезда представителей от монастырей.
Член Поместного собора Православной российской церкви, заместитель председателя XI и член III отделов.
В 1918 году — руководитель Высшей богословской школы при Даниловом монастыре. В нём жил на покое его друг архимандрит Симеон (Холмогоров), который был тяжело ранен революционером в 1907 году и с тех пор парализован. Существовала легенда, что он закрыл собой будущего архиепископа Феодора во время нападения на последнего (на самом деле, речь идёт о двух разных покушениях). Владыка Феодор каждый день посещал больного и исполнял малейшее его пожелание.
В августе 1919 года, после гибели архиепископа Пермского и Кунгурского Андроника (Никольского), назначен патриархом Тихоном на Пермскую кафедру; назначения не принял, оставшись в Москве.
В ночь с 27 на 28 июня 1920 года был арестован за «агитацию против советской власти». Поводом стало то, что при обыске в Свято-Даниловом монастыре 11 июня 1920 года собралась толпа верующих. Был приговорён к заключению в лагерь «до конца гражданской войны», но 25 октября 1920 года приговор был изменён на пять лет тюрьмы, в связи с чем из внутренней тюрьмы ВЧК на Лубянке был переведён в Таганскую тюрьму, а затем — в Бутырскую. Благодаря ходатайству был досрочно освобождён 18 марта 1922 года. 14 марта 1923 года вновь заключён в тюрьму, откуда освобождён 20 июня 1923 года под подписку о невыезде.

## Лидер «даниловской» оппозиции
2 ноября 1923 года постановлением Патриарха Тихона и Временного Патриаршего Синода Феодор (Поздеевский) был возведён в сан архиепископа «во внимание к его выдающейся деятельности на пользу святой Православной Церкви» и назначен управляющим Петроградской епархией, которой с сентября 1923 года временно управлял епископ Мануил (Лемешевский). На обороте этого документа рукой епископа Феодора написано: «Настоящую бумагу получил и прочитал с признательностью к Святейшему Патриарху и ВЦУ, но принять на себя изложенное в ней не могу — епископ Феодор. 21/3 ноября, Данилов монастырь». 8 ноября 1923 года Патриарх Тихон и постановил: «Преосвященного архиепископа Феодора освободить от управления Петроградской епархией, оставив его управляющим Московским Даниловым монастырём в сане архиепископа».
Выступал против любых компромиссов с обновленческим движением, вместе с другими консервативными архиереями сыграл значительную роль в том, что церковное руководство заняло однозначно негативную позицию по отношению к обновленцам и отказалось от попыток соглашения с ними. С 16 апреля по октябрь 1924 года в третий раз находился под арестом. На следствии, отвечая на вопрос о политических убеждениях, он сказал: «Смотрю на социалистическую революцию как на средство, полезность её определить затрудняюсь».
Вновь был арестован 9 декабря 1924 года и 19 июня 1925 года приговорён к трём годам ссылки, которую отбывал в городе Аулие-Ата (ныне Джамбул). Был освобождён 4 ноября 1927 года с запретом проживать в шести главных городах страны. С 1928 года жил на поселении в Тургае (Казахстан), затем — в Орске Оренбургской области.
Возглавлял консервативную «даниловскую» (по названию Данилова монастыря, настоятелем которого он оставался) оппозицию политике митрополита Сергия (Страгородского); с группой единомысленных епископов полагал, что те недостаточно жёстко противостоят большевистскому режиму и обновленцам. Осуждая действия Заместителя Местоблюстителя, предлагал не спешить с окончательным разрывом с ним в надежде на изменение его позиции, и до 1931 года окончательно не порывал с ним канонического общения.

По воспоминаниям схимонахини Даниилы (Мачкиной): 
Владыка разрешал ходить только в такие храмы, где власти не поминают. Говорил: «Если в монастыре станут поминать власть — меня пусть не поминают». Говорил: «Где Сергия (митр. — Ред.) поминают — там еще можно молиться, а где власти поминают — туда не ходите».
В 1931 году архиепископ Феодор и остальные даниловцы были запрещены в служении Синодом. После этого архиепископ Феодор окончательно разорвал общение с митрополитом Сергием (Страгородским).
В 1929 году снова арестован и в 1930 году приговорён к трём годам заключения, которые отбывал во 2-м отделении Свирлага, освобождён после ходатайства о помиловании. После освобождения из ссылки жил во Владимире. В январе 1933 года последовал очередной арест — в Зарайске, по делу «Партии возрождения России»; 26 июля 1933 года приговорён к пяти годам ссылки, которую начал отбывать в Казахстане, а с 1935 года был переведён в Сыктывкар.
Придерживался крайне правой позиции по отношению к духовенству митр. Сергия (Страгородского). Как впоследствии вспоминал епископ Варнава (Беляев): «Умерший епископ Феодор, ректор Московской духовной академии, сам Патриарха отлучил и считал их [его приверженцев] за переодетых сапожников. Поэтому причастия их не принимал и постоянно своим духовным детям рассылал свое».

## Последний арест и гибель
Осенью 1937 года арестован в Сыктывкаре, этапирован в Ивановскую тюрьму и 22 октября 1937 года как «руководитель подпольной а/с организации церковников и монашества иноческое братство князя Даниила» был приговорён к расстрелу и на следующий день расстрелян. Существует версия, что незадолго до гибели принял в тюрьме схиму с именем преп. Даниила Московского.

## Вопрос о канонизации
А. А. Кострюков, пишет, что имя архиепископа Феодора было внесено в черновой поимённый список новомучеников и исповедников российских при подготовке канонизации, совершённой РПЦЗ в 1981 году; однако при канонизации данный список издан не был. Лишь в 1998 году имя архиепископа Феодора было опубликовано в официальном списке новомучеников РПЦЗ в Троицком Православном русском календаре на 1999 год в Джорданвилле. В данном издании указаны две даты памяти Феодора (Поздеевского): в Неделю новомучеников и исповдеников и 10 октября.
В 1990-х годах стоял вопрос о его канонизации Московским патриархатом, за что выступали монашествующие возрождённого Свято-Данилова монастыря; однако решение не было принято. Как отмечал иерей Александр Мазырин, согласно материалам его следственного дела «владыка Феодор признал совершенно дикие и нелепые обвинения, выдвинутые против него, и тем самым как бы оклеветал себя и других своих единомышленников. Но нельзя сказать, что такая точка зрения стала общей, в том числе и среди членов Синодальной комиссии по канонизации. Встает вопрос: насколько вообще можно доверять полученным в таких чрезвычайных условиях свидетельствам, понимая, что следователи не ставили перед собой задачу сохранить истину — у них задача была совершенно иная: в условиях кампании большого террора они должны были поставлять в органы, которые выносили приговоры, обвинительные заключения, причем делать это надо было в огромных количествах. Поэтому, конечно, фальсификация дел в такой обстановке была своего рода нормой».

## Сочинения
- Письма к еп. Арсению (Стадницкому) // ГАРФ. Ф. 550. Оп. 1. Д. 462.
- Слово в неделю Крестопоклонную // Известия по Казанской епархии. 1901.
- Аскетические воззрения преподобного Иоанна Кассиана Римлянина. — Казань, 1902.
- К вопросу о христианском аскетизме // Православный собеседник. 1902. С. 876.
- По поводу одного письма; Слово в день восшествия на престол Государя Императора Николая Александровича // Тамбовские ЕВ. 1904. № 38, 47.
- Чего желать для нашей духовной школы?; Свобода и народные идеалы // Там же. 1905. № 20, 46.
- Преподобный Иоанн Кассиан Римлянин // Известия по Казанской епархии. 1908. № 12, 14.
- Разные пути // Таврический церковно-общественный вестник. 1909. № 8.
- Об ученом монашестве // Мирный труд. 1909. № 6.
- К вопросу о страданиях; Речь при наречении во епископа // БВ. 1909. № 10, 12.
- К вопросу о страданиях // Богословский вестник. — 1909, октябрь.
- Путь духовной мудрости // Богословский вестник. — 1910, январь.
- Путь обновления // Богословский вестник. — 1910, сентябрь.
- Из чтений по Пастырскому Богословию (Аскетика). — Сергиев Посад, 1911.
- Смысл христианского подвига (Из чтений по пастырскому богословию). Сергиев Посад, 1911.
- Начала Богопознания; Из истории папства. Значение Папы Льва Великого в развитии идеи папства; Речь в день торжественного поминовения приснопамятного митр. Платона // Богословский вестник. 1912. № 7-9, 12.
- Речи при пострижении в монашество доцента Троицкого Вл. (Илариона) и студента Пятницкого (Вассиана); Задача духовной школы // Богословский вестник. 1913. № 4, 9, 11.
- К новому столетию // Богословский вестник. — 1914, октябрь-ноябрь.
- Церковно-богослужебная практика по «Постановлениям Апостольским» // Голос Церкви. — 1914, февраль.
- О духовной жизни. Сергиев Посад, 1914.
- О книге свящ. П. Флоренского; Церковно-богослужебная практика по «Постановлениям Апостольским» // Голос Церкви. 1914. № 2.
- К академическому новолетию // Богословский вестник 1915. № 10.
- Речь при открытии женских Богословских педагогических курсов в Москве // БВ. 1916. № 10/12.
- Смысл христианского подвига (Из чтений по пастырскому богословию). Монреаль, 1976.
- Письмо к В. В. Розанову // Богословский сборник. 1999. Вып. 2.
- Письма к И. С. Бердникову // Православный собеседник. 2000. № 1.
- Переписка со свящ. Павлом Флоренским // Даниловский благовестник. 2007. № 14.
- Служба Богу и России. Статьи и речи 1904—1907 годов. — М., 2002.